# Argonay
 Argonay  es una población y comuna francesa, en la región de Auvernia-Ródano-Alpes, departamento de Alta Saboya, en el distrito de Annecy y cantón de Annecy-le-Vieux.

## Demografía
| 209 | 116 | 242 | 119 | ABS. | 189 | 205 | ABS. | 195 | 190 | 338 | 364 | 331 | 353 | 336 | 326 | 314 | 298 | 312 | 280 | 274 | 258 | 284 | 327 | 346 | 437 | 517 | 751 | 968 | 1 054 | 1 520 | 1 886 | 2 193 |
| Para los censos de 1962 a 1999 la población legal corresponde a la población sin duplicidades (Fuente: INSEE [Consultar]) |     |     |     |      |     |     |      |     |     |     |     |     |     |     |     |     |     |     |     |     |     |     |     |     |     |     |     |     |       |       |       |       |